# Bibiano Gastelurrutia Arcaraz
 Bibiano Gastelurrutia Arcaraz (1884 Bérriz - 1952 Bérriz) fue un industrial armero eibarrés (España) que patentó, junto con Rufino Sande,  una línea de escopetas denominadas "El Lobo" en 1913.
En el transcurso de la guerra civil española la fábrica en Éibar fue reducida a escombros por lo que  se trasladó a la cercana localidad de Bérriz, donde desarrolló una Forja Industrial.

## Biografía
Nació en Bérriz, provincia de Vizcaya (España) en 1884. Tras quedar huérfano a los 13 años, sus tíos  le enviaron de aprendiz a un taller industrial de Éibar. 
En los inicios del siglo XX, Éibar era un hervidero de talleres y fábricas industriales especialmente para la fabricación de armas cortas y escopetas.
Eran tiempos de grandes transformaciones en el campo industrial con la llegada de la electricidad, el ferrocarril etc. 
Bibiano aprovechó esta situación aprendiendo nociones comerciales y de fabricación de escopetas. 
En 1906 se asoció con Rufino Sande Elorza (Mendaro 1873) creando la empresa "Rufino Sande, Gastelurrutia y Cía." de fabricación de escopetas, presentándose  a sí mismos como "Fábrica mecánica de armas finas de caza" (según figura en el censo armero de 1.929). Fue una de las sociedades que en 1.923 empezó a someter voluntariamente a sus armas al Banco de Pruebas, algo que en esa época aún no era obligatorio.
En 1912 patentaron una escopeta llamada "Sin Rival" con el anagrama de un lobo. En 1913 ya se denominaban escopetas "El Lobo".
Tenían un representante de ventas en Madrid en la calle Magallanes número 20.

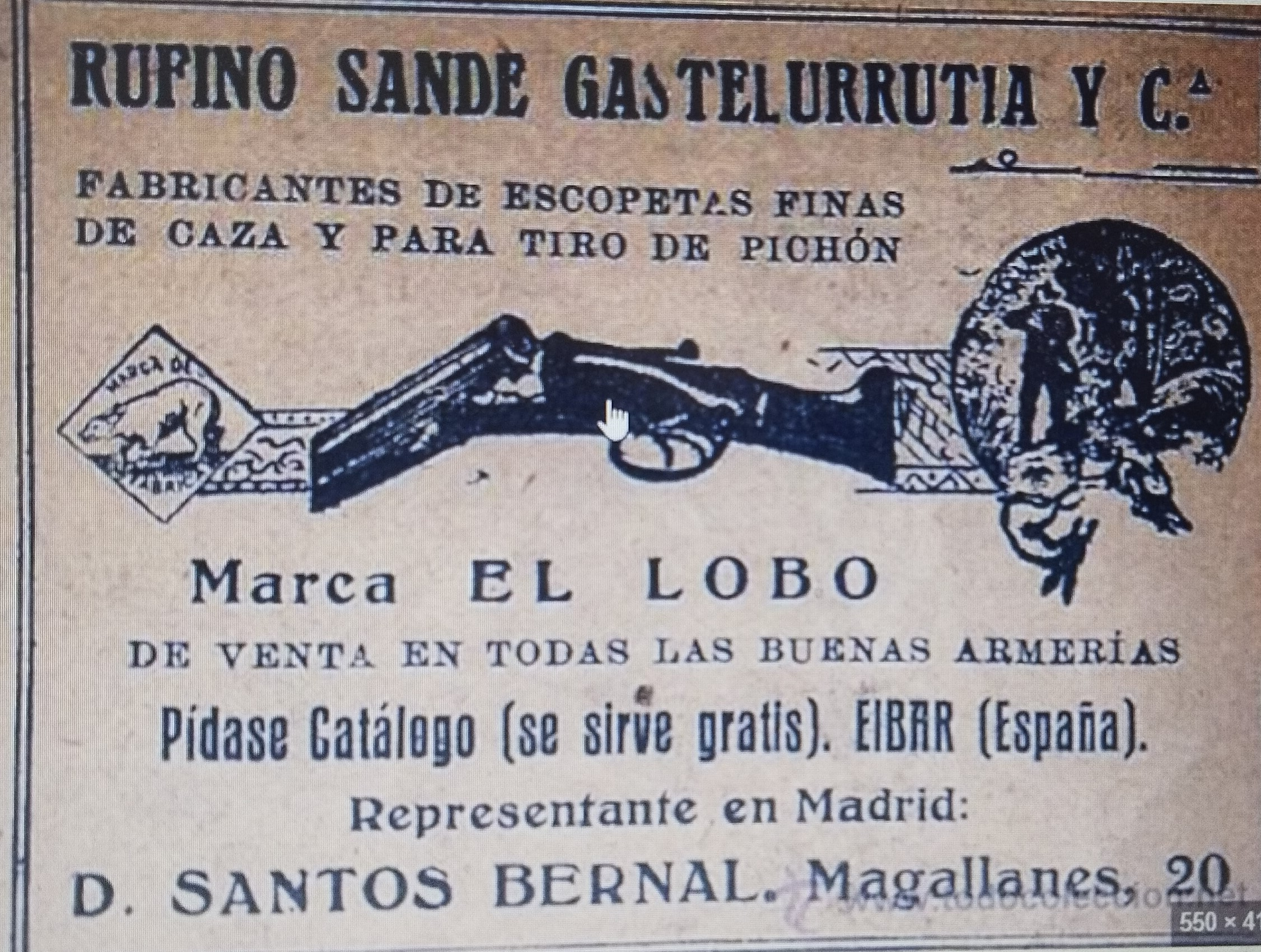
Rufino Sande Gastelurrutia

En 1921 hubo un descenso en la demanda de armas por lo que diversificaron su actividad en otros productos como gramófonos, piezas para bicicleta o aparatos de radio.
Con el estallido de la guerra civil, el bando "republicano" incautó en julio de 1936  la fábrica con sus existencias y posteriormente el llamado bando "nacional" bombardeó y destruyó la fábrica el 25 de abril de 1937.
Bibiano reemprendió su actividad industrial en Bérriz desarrollando una Forja denominada Bibiano Gastelurrutia Arcaraz.
Falleció en Bérriz en 1952.